# Guaicura

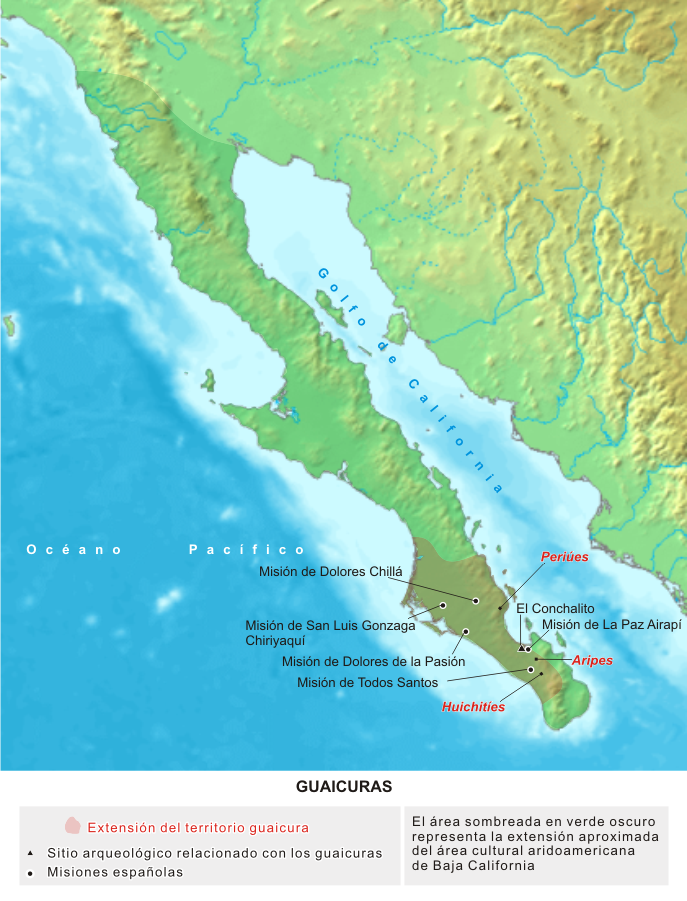
Mapa del territori guaicura

El guaicura és una llengua extinta que es va parlar en el centre i sud de l'actual estat mexicà de Baixa Califòrnia Sud (Mèxic). És una llengua mal coneguda, documentada principalment pel treball dels missioners que cristianitzaren la Vella Califòrnia en el segle xvii. Possiblement es va extingir al final del segle xix o a principis del segle xx. S'ha intentat relacionar-la amb el cotximí que es parlava al nord del territori dels guaicures, no obstant això, no sembla haver-hi relació entre ambdues llengües.
El guaicura pot ser, juntament amb els yuki, chumash i altres llengües del sud de la Baixa Califòrnia com el pericú, una de les llengües més antigues establertes a Califòrnia abans de l'arribada dels parlants de penutià, uto-asteca, i potser fins i tot hoka.

## Classificació
La classificació interna de les parles guaicura (o waikura) és incerta. Massey (1949), citat a Campbell (1997:169), oferei aquest intent de classificació basat en similituds donades per les fonts de l'època colonial, en lloc de les dades lingüístiques reals.
Gauicurian (Waikurian)
- Branca Guaicura 
  - Gauocura (Waikuri)
  - Callejue
- Branca Huchiti 
  - Cora
  - Huchiti
  - Aripe
  - Periúe
- Branca Pericú 
  - Pericú
  - Isleño

Tanmateix, Laylander (1997) i Zamponi (2004) consideren que guairucar i pericú no estan relacionades.

## Història
La llengua guaicura va ser coneguda pels missioners jesuïtes que van arribar a la Vella Califòrnia al segle xvii. Desafortunadament, els treballs realitzats pels jesuïtes entre els indígenes de Califòrnia no va anar suficientment complet com per donar un panorama més ampli de les llengües dels californis. Un dels treballs que es coneixen d'aquest primer contacte entre europeus i guaicures és el de Johann Jakob Baegert, que va llegar una llista de paraules en guaicura i una traducció d'algunes oracions cristianes. A mitjan segle xix, quan l'historiador mexicà Francisco Pimentel va escriure el seu Cuadro descriptivo y comparativo de las lenguas indígenas de México, encara existien alguns parlants de guaicura al territori de Baixa Califòrnia.

## Gramàtica del guaicura
El poc que se sap del guaicura prové de textos com els assenyalats a dalt. Francisco Pimentel va realitzar una petita anàlisi d'aquesta llengua que permet conèixer alguns verbs i també certes estructures de la llengua guaicura. Pimentel assenyala que es tracta d'una llengua polisil·làbica. D'acord amb els seus exemples, podria haver estat una llengua sintètica, com demostra el cas de la paraula guaicura per a cel:
cel = tekerakadatemba < tekaraka (arquejat) + datemba (terra)
Per formar el plural, el guaicura posseïa un prefix i un sufix. D'acord amb Beagert, en guaicura s'emprava el sufix -dt. per formar el plural. A més posseïen el prefix k- per a la mateixa funció (ex.: kanai és el plural d'anai=dona). D'altra banda, assenyala Pimentel que els adjectius es construïen per parells oposats, de manera que la negació d'un adjectiu donava com a resultat el seu contrari. Per exemple, la negació d'ataka (bé) donava atakara (dolent), on -ra és la negació.

### Pronoms
| Persona   | personales          | posesivos           |
| --------- | ------------------- | ------------------- |
| 1a sing.  | be 'jo'             | be, me, mi, m 'meu' |
| 2a sing.  | li 'tu'             | e, ei, et 'teu'     |
| 3a sing.  | tutan 'ell/ella'    | ti, te, t 'seu'     |
| 1a plural | cate 'nosaltres'    | kepe 'nostre'       |
| 2a plural | peti 'vostès'       | -                   |
| 3a plural | tucava 'ells/elles' | -                   |

## Un text en guaicura
Abaix es presenta el Pare Nostre en guaicura, amb la traducció literal feta per Francisco Pimentel.
| Kepe-dare       | Kepe-dare       | Kepe-dare     | Kepe-dare   | Kepe-dare   | Kepe-dare              | Kepe-dare    | Kepe-dare          | Kepe-dare   | Kepe-dare       |
| Pare Nostre     | Pare Nostre     | Pare Nostre   | Pare Nostre | Pare Nostre | Pare Nostre            | Pare Nostre  | Pare Nostre        | Pare Nostre | Pare Nostre     |
| --------------- | --------------- | ------------- | ----------- | ----------- | ---------------------- | ------------ | ------------------ | ----------- | --------------- |
| Kepe-dare       | tekerekadatemba | daï,          | ei-ri       | akatuike    | pu-me,                 | tschakarrake | pu-me              | ti          | tschie.         |
| Pare nostre     | (que en el) cel | estàs,        | et          | reconeixem  | tots (els que) existim | (i et) lloen | tots (els que) som | homes       | i.              |
| Ecun            | gracia          | ri            | atume       | cate        | tekerekedatemba        | tschie.      | Ei-ri              | jebarrakeme | ti              |
| (I per) la teva | gràcia          | ?             | tinguem     | nosaltres   | (el) cel               | (i).         | Et                 | obeirem     | (els) homes     |
| pu              | jaupe           | datemba       | pae         | ei          | jebarrakere            | aëna         | kea.               | Kepekun     | bue             |
| tots            | aquí            | (en la) terra | com         | a tu        | obedients              | a dalt       | sent.              | El nostre   | menjar          |
| kepe            | ken             | jatupe        | untairi.    | Kate        | kuitscharrake          | tei          | tschie             | kepecun     | atakamara,      |
| (a) ens         | dona            | aquest        | dia.        | (I a) ens   | perdona                |              | (i)                | nostre      | dolent (pecat), |
| pae             | kuitscharrakere | cate          | tschie      | cavape      | atacamara              | kepetujake.  | Cate               | tikakamba   | tei             |
| com             | perdonem        | nosaltres     | també       | (a) els     | (que) mal              | (ens) fan.   | (A) ens            | ajuda       |                 |
| tschie          | cuvume          | ra            | cate        | uë          | atukiara.              | Kepe         | kakunja            | pe          | atacara         |
| i               | (no) voldrem    | no            | nosaltres   | alguna cosa | dolent.                | (I a) ens    | protegeix          | de          | mal             |
| tschie.         |                 |               |             |             |                        |              |                    |             |                 |
| i.              |                 |               |             |             |                        |              |                    |             |                 |

## Toponímia guaicura
Són pocs els topònims guaicura que es conserven. La major part d'ells van ser registrats en les obres dels missioners. Entre ells caldria citar Airapí, nom del lloc on es va construir la missió de la Pau, nucli del que es convertiria després en la capital de Baixa Califòrnia Sud. Un altre topònim guaicura és Chillá, nom del lloc on es va erigir la missió de Dolores.